# 葡萄牙的法蘭西絲卡·約瑟法
法蘭西絲卡·約瑟法（葡萄牙語：Francisca Josefa de Bragança，1699年1月30日—1736年7月15日），葡萄牙國王佩德羅二世的幼女。
法蘭西絲卡·約瑟法終生未婚，死後葬在城外聖文生修道院的布拉干薩萬神殿。